# La Homa
La Homa è un census-designated place degli Stati Uniti d'America situato nella contea di Hidalgo dello Stato del Texas.
La popolazione era di 11.985 persone al censimento del 2010. Fa parte dell'area metropolitana di McAllen–Edinburg–Mission.

## Geografia fisica
La Homa è situata a 26°16′34″N 98°21′32″W (26.275973, -98.358892).
Secondo lo United States Census Bureau, ha un'area totale di 6,9 miglia quadrate (18 km²).

## Società

### Evoluzione demografica
Secondo il censimento del 2010 c'erano 11.985 persone, 2.381 nuclei familiari e 2.211 famiglie residenti nella città. La densità di popolazione era di 1.521,6 persone per miglio quadrato (587,2/km²). C'erano 2.856 unità abitative a una densità media di 416,5 per miglio quadrato (160,7/km²). La composizione etnica della città era formata dall'87,89% di bianchi, lo 0,12% di afroamericani, lo 0,02% di nativi americani, lo 0,07% di asiatici, l'11,46% di altre razze, e lo 0,44% di due o più etnie. Ispanici o latinos di qualunque razza erano il 97,73% della popolazione.
C'erano 2.381 nuclei familiari di cui il 67,0% aveva figli di età inferiore ai 18 anni, il 75,7% aveva coppie sposate conviventi, il 13,3% aveva un capofamiglia femmina senza marito, e il 7,1% erano non-famiglie. Il 6,0% di tutti i nuclei familiari erano individuali e il 2,3% aveva componenti con un'età di 65 anni o più che vivevano da soli. Il numero di componenti medio di un nucleo familiare era di 4,37 e quello di una famiglia era di 4,52.
La popolazione era composta dal 43,2% di persone sotto i 18 anni, l'11,9% di persone dai 18 ai 24 anni, il 29,0% di persone dai 25 ai 44 anni, l'11,7% di persone dai 45 ai 64 anni, e il 4,2% di persone di 65 anni o più. L'età media era di 22 anni. Per ogni 100 femmine c'erano 99,6 maschi. Per ogni 100 femmine dai 18 anni in giù, c'erano 95,3 maschi.
Il reddito medio di un nucleo familiare era di 16.887 dollari e quello di una famiglia era di 17.707 dollari. I maschi avevano un reddito medio di 15.295 dollari contro i 13.897 dollari delle femmine. Il reddito pro capite era di 5.180 dollari. Circa il 53,8% delle famiglie e il 57,4% della popolazione erano sotto la soglia di povertà, incluso il 63,9% di persone sotto i 18 anni e il 62,2% di persone di 65 anni o più.